# Втора персийска инвазия в Гърция
Втората персийска инвазия по време на гръко-персийските войни протича в периода 480 – 479 г. пр. Хр. под командването на цар Ксеркс. Тя е непосредствен, макар и временно отложен отговор на поражението, което персите претърпяват при първата си инвазия (492 – 490 г. пр. Хр.) в битката при Маратон, която слага край на опита на Дарий да покори гръцките полиси. След смъртта на Дарий неговият син Ксеркс подготвя в продължение на няколко години второ нахлуване, като събира огромна армия и флот. Гръцката съпротива се води от Древна Атина и Древна Спарта, към които се присъединяват около една десета от гръцките полиси; останалите запазват неутралитет или се подчиняват на персийската власт.
Кампанията започва през пролетта на 480 г. пр. Хр., като персийската армия прекосява Хелеспонт и се придвижва пеша през Тракия и Македония към Тесалия. Напредването на персийците е спряно при прохода Термопили от малък военен отряд на обединените гръцки сили, командван от спартанския цар Леонид. В същото време персийската флота е блокирана от гръцките кораби в протока Артемизия. В прочутата битка при Термопилите обединените гръцки сили удържат персийците в продължение на три дни, но след това персийската армия надделява над силите на защитниците и проходът пада. Гръцката флота също устоява два дни на персийските атаки в битката при Артемизия, но когато научава за поражението при Термопилите, се оттегля към остров Саламин.
След Термопилите персийците завладяват Евбея, Фокида, Беотия и цяла Атика, като превземат и опожаряват Атина. Гръцката армия укрепва Коринтския провлак, защитавайки Пелопонес и спирайки настъплението на персите по суша. Двете воюващи страни са принудени да търсят решителна победа по море. Атинският стратег Темистокъл прибягва до хитрост и примамва персийския флот в тесния проток при Саламин, където протича морско сражение, завършило с решителна гръцка победа. Това слага край на победния хода на персийското нашествие и Ксеркс, разочарован и разтревожен от загубата, се връща в Персия с голяма част от войската, като оставя в Гърция 300 000 души под водачеството на Мардоний, за да продължат бойните действия. Според Херодот Мардоний сам предлага на Ксеркс да се оттегли, а според Корнелий Непот Темистокъл отново си служи с хитрост, като изпраща човек с фалшиво донесение в стана на персите.
На следващата пролет обединените гръцки сили на Спарта, Атина, Коринт и Мегара сформират най-голямата дотогава армия от хоплити и настъпват на север от Коринтския провлак. В последвалата битка при Платея персийската войска претърпява съкрушително поражение – обединените гръцки сили унищожават на практика цялата войска на противника, като Мардониус е убит. В същия ден от другата страна на Егейско море остатъците от персийския флот са разбити от гърците в битката при Микале. С това двойно поражение на персийската инвазия е сложен край и персийското надмощие е сериозно накърнено. Гърците пристъпват към контраатака (479 – 478 пр.н.е.), като прогонват персийците от Европа, Йония и Егейските острови.